# بشیر احمد (بازیکن هاکی روی چمن)
بشیر احمد (انگلیسی: Bashir Ahmed؛ زادهٔ ۲۳ دسامبر ۱۹۳۴) بازیکن هاکی روی چمن اهل پاکستان است.
وی در مسابقات کشوری و بین‌المللی در مجموع برندهٔ ۲ مدال طلا شده‌است.